# خائن آمریکایی: محاکمه اکسیس سالی
خائن آمریکایی: محاکمه اکسیس سالی (انگلیسی: American Traitor: The Trial of Axis Sally) یک فیلم درام آمریکایی محصول سال ۲۰۲۱ به کارگردانی مایکل پولیش با بازی آل پاچینو، میدو ویلیامز و توماس کرتشمن است.

## داستان
فیلم داستان واقعی شخصیت جنجالیِ میلدرد گیلرس ملقب به اکسیس سالی است؛ زنی که ناخواسته به گوینده تبلیغات آلمان نازی که در خلال جنگ جهانی دوم سربازان آمریکایی را هدف قرار داده بود، تبدیل شد. اکسیس سالی عنوانی بود که در زمان جنگ جهانی دوم به زنان گوینده در رادیو گفته می‌شد که از طریق اعلام خبر به زبان انگلیسی برای نیروی‌های محور (متحدین) تبلیغات و پروپاگاندا می‌کردند.

## تولید
فیلمبرداری اصلی این فیلم در فوریه ۲۰۱۹ آغاز شد.